# Irish Republican Socialist Party

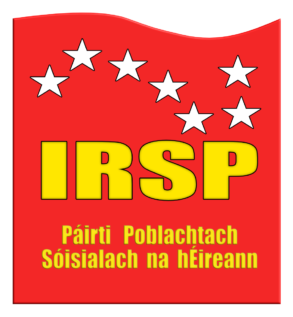
Logo der IRSP

Die Irish Republican Socialist Party oder IRSP (irisch Páirtí Poblachtach Sóisialach na hÉireann) ist eine in Nordirland aktive politische Partei, die die Vereinigung des Landes mit der Republik Irland auf sozialistischer Grundlage anstrebt. Sie galt als der politische Arm der Irish National Liberation Army (INLA).

## Geschichte
Die IRSP wurde am 8. Dezember 1974 von ehemaligen Mitgliedern der Sinn Féin, unabhängigen Sozialisten sowie Gewerkschaftern unter der Führung von Seamus Costello gegründet. Zu den Gründungsmitgliedern zählte auch Bernadette Devlin McAliskey, in den späten 1960er Jahren eines der prominentesten Mitglieder der nordirischen Bürgerrechtsbewegung.
Am selben Tag wurde die paramilitärische Organisation der Partei, die INLA, klandestin ins Leben gerufen.
Die IRSP kritisierte die in ihren Augen zu gemäßigte Politik der Sinn Féin gegenüber der britischen Regierung und den Waffenstillstand der Official Irish Republican Army (OIRA) 1972.
Die Partei befürwortete den bewaffneten Kampf gegen die britische Armee und Polizei in Nordirland.
Die IRSP lieferte sich mit ihrer politisch-militärischen Konkurrenz, der OIRA, gewalttätige Auseinandersetzungen.
Das äußerst geringe Wahlergebnis (0,1 %) bei der irischen Parlamentswahl von 1977 sowie die Ermordung von Seamus Costello mutmaßlich durch die IRA im selben Jahr führten zu einer ernsten Krise der Partei.
Drei ihrer Mitglieder starben während des Hungerstreiks von 1981 im Maze Prison.
Die Partei lehnte das Karfreitagsabkommen 1998 als Kapitulation ab.

## Gegenwart
Die IRSP spielt in der heutigen Politik nur eine periphere Rolle. 2011 trat sie erstmals seit 30 Jahren zu Wahlen an und nahm an den nordirischen Gemeindewahlen teil. In Strabane verfehlte ihr Kandidat Paul Gallagher einen Platz knapp.